# 博戈里亚湖菌属
博戈里亚湖菌属为博戈里亚湖菌科的一个属。该属的模式种为酪蛋白博戈里亚湖菌（Bogoriella caseilytica）。

## 下属物种
- 酪蛋白博戈里亚湖菌 Bogoriella caseilytica Groth et al. 1997